# ليتيسيا موراي
ليتيسيا موراي (بالإسبانية: Leticia Murray)‏ هي متسابقة ملكة الجمال وعارضة مكسيكية، ولدت في 28 يونيو 1979 في ارموسييو سونورا في المكسيك.